# Шоколадница (сеть кофеен)
Шоколадница — крупнейшая в России сеть кофеен, также присутствует в странах СНГ. Основана в Москве в 2000 году.

## История
История компании уходит корнями в 1964 год, когда в Москве возле станции метро «Октябрьская» появилось кафе «Шоколадница», в ассортименте которого были блинчики с шоколадом, изюмом и орехами, горячий шоколад.
В 2000 году новая «Шоколадница» появляется на месте старого одноимённого кафе, основанного в 1964 году, компания начинает работу по европейским стандартам, ассортимент заведения постоянно обновляется. Основатель и основной владелец компании — Александр Колобов, сын предпринимателя Григория Колобова.

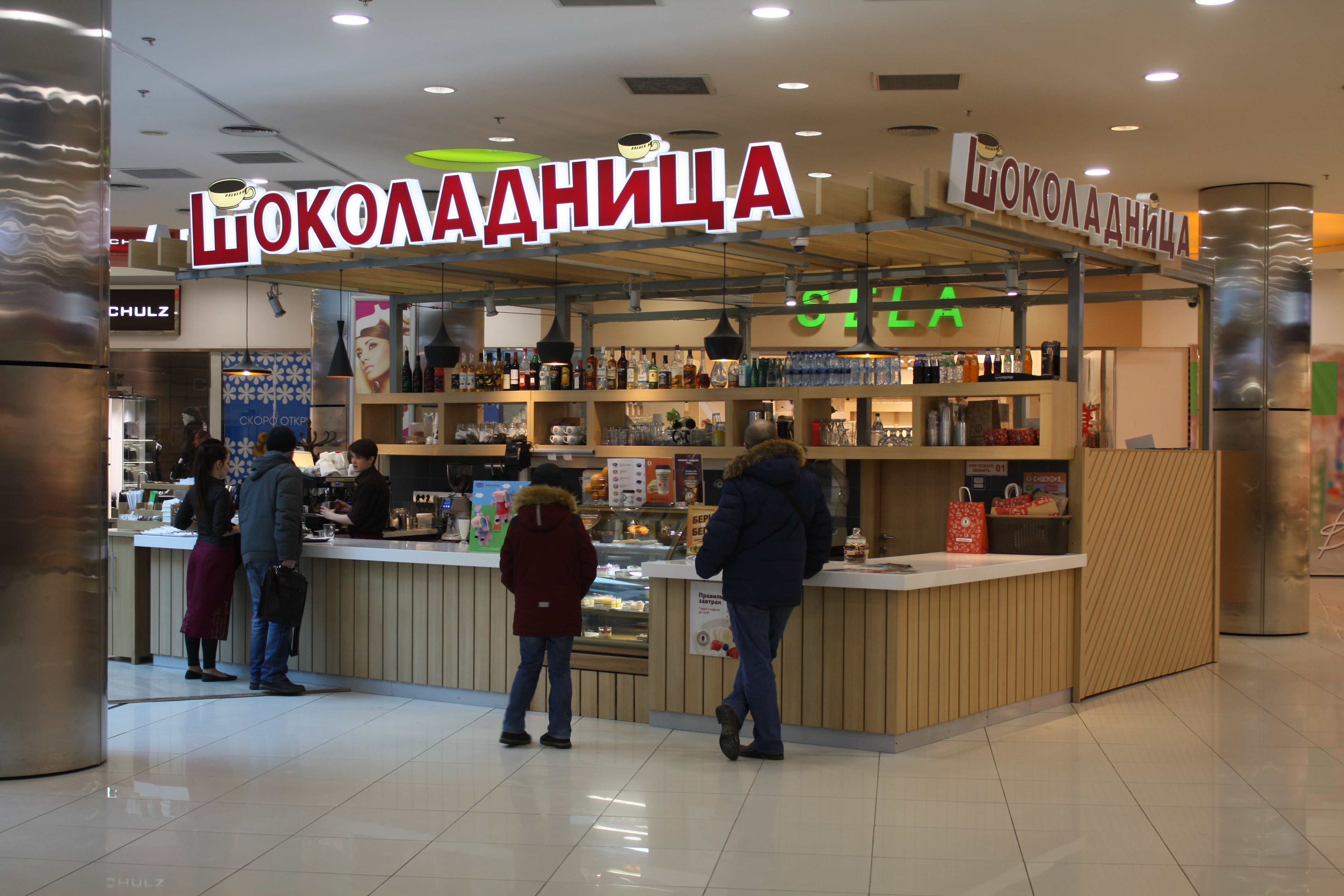
«Шоколадница» в Новосибирске в 2017 году.

С 2006 года «Шоколадница» начинает активное развитие в российских регионах: Санкт-Петербурге, Новосибирске, Казани, Калининграде, Екатеринбурге, Ростове-на-Дону и т. д.
В 2009 году компания начинает франчайзинговую программу.
В октябре 2014 года «Шоколадница» покупает «Кофе Хауз», своего основного конкурента. По данным Forbes, цена сделки составила в районе $25 млн. Объединенные сети «Шоколадница» и «Кофе Хауз» без учета долга оценивались на тот момент в 7 млрд руб.
В декабре 2014 года гонконгская компания Acmero Capital заявила о покупке 40 % кофейной сети.
В 2017 году сообщалось, что компания выделила 600 млн руб. на ребрендинг и совершенствование всех аспектов работы сети: от логотипа до стандартов обучения персонала и приготовления пищи, причем реновация должна коснуться всех заведений сети кофеен, находящихся в СНГ. Также было заявлено о смене поставщика кофейных зерен, в качестве которого был выбран Olam International вместо российского SFT Trading.
В том же 2017 году ФАС возбудила дело в отношении «Шоколадницы» (а также Burger King и «Му-Му») по подозрению «в установлении и поддержании монопольно высоких цен в аэропортах Московского авиаузла».
Общее число заведений сети в России и СНГ без учета франчайзинговых кофеен, по состоянию на 2017 год, составляло 360.
Украинское подразделение к 2018 году насчитывало восемь заведений.
В апреле 2020 года руководство «Шоколадницы» в связи с возникшим кризисом допускало возможность закрытия половины имевшихся на тот момент кофеен (140 из 300).
В июле 2020 года в СМИ появились сообщения, что основные владельцы группы компаний «Шоколадница» Александр Колобов и Acmero Capital Симан Поваренкин намереваются разделить активы, в состав которых входят сети «Кофе Хауз», «Ваби Саби», компания ArenaFoodsCatering и партнерские точки KFC, Pizza Hut и Panda Express.
В июне 2021 года стало известно, что Роспотребнадзор по результатам проверок в общепите Москвы, проводимых в связи с пандемией COVID-19, выявил нарушения противоэпидемических мер в 12 кафе «Шоколадница», в связи с чем были возбуждены административные дела по ч.2 ст.6.3 КоАП РФ.

## Финансовые показатели
В первом полугодии 2015 года общий оборот «Шоколадницы» и «Кофе Хауз» составил более чем 8,5 млрд рублей.
По данным аналитической системы «СПАРК-Интерфакс», выручка ООО «Галерея-Алекс», которое является оператором сети «Шоколадница», в 2016 году составила 8,97 млрд рублей, а чистая прибыль снизилась до 86,2 млн рублей с 99,2 млн рублей в 2015 году.

## Критика
15 июля 2024 года Федеральное государственное бюджетное учреждение «Национальный центр безопасности продукции водного промысла и аквакультуры» (ФГБУ «НЦБРП»), одобренное Росаккредитацией, по заказу «Известий» провело лабораторное исследование продукции «Шоколадницы». В салатах «Оливье» нашли бактерии кишечной палочки и превышение нормы общего микробного числа.[значимость факта?]